# Mico mauesi
Sagui-de-maués (Mico mauesi) é uma espécie de primata do Novo Mundo da família Cebidae e subfamília Callitrichinae, endêmico da Amazônia brasileira. Encontrado apenas nas margens do Rio Maués-Açu, no estado do Amazonas. Provavelmente não corre risco de extinção por habitar regiões ainda muito remotas.